# Friedrich Seele

Friedrich Seele

Friedrich Heinrich Philipp Seele (* 15. Mai 1819 in Minden; † 6. Juli 1859 in Braunschweig) war ein deutscher Kaufmann, Unternehmer und Stadtrat.

## Leben und Werk
Der Sohn eines Bäckermeisters wurde von seinem in Braunschweig lebenden Onkel, dem Unternehmer Johann Friedrich Seele, adoptiert. Dieser führte dort die auf das Jahr 1550 zurückgehende Eisengroßhandlung Wullbrandt & Seele. Seele übernahm die Firma im Februar 1850. Am 12. April 1853 gründete er gemeinsam mit dem Schmiedemeister Christian Pommer, dem Werkstattkontrolleur Wilhelm Hasenbalg und dem Gutsbesitzer Friedrich Lorenz Schöttler die Maschinen- und Wagenbauanstalt Fr. Seele & Comp. Die Firma baute zunächst vor allem Eisenbahnwaggons. Während im ersten Jahr 60 bis 70 Arbeiter beschäftigt wurden, stieg die Zahl innerhalb von drei Jahren auf 164, der Umsatz erhöhte sich von 54.000 auf 200.000 Taler. Nach wenigen Jahren erfolgte die Spezialisierung auf den Bau von Maschinen für die Zuckerindustrie. Seele gehörte auch zu den Mitbegründern der Braunschweigischen Bank und Kreditanstalt. Im Jahr 1857 gründete er, gemeinsam mit dem Kaufmann Hermann Buchler und anderen Investoren, die Zuckerraffinerie Braunschweig AG im westlichen Ringgebiet. Er war Stadtverordneter und Stadtrat. Nach seinem Tod wurde die Firma Fr. Seele & Co. 1870 in eine Aktiengesellschaft, die Braunschweigische Maschinenbauanstalt, umgewandelt.
Nach seinem Sohn, dem Kommerzienrat und Stadtrat Friedrich Franz Seele (1856–1928), wurde die Friedrich-Seele-Straße in Braunschweig benannt.